# Haitham Zein
Haitham Zein (en árabe: هيثم علي محمد الحج علي زين‎; Fallujah, Irak; 6 de enero de 1979) es un exfutbolista de Líbano nacido en Irak que jugaba en la posición de delantero.

## Carrera

### Club
| Periodo   | Club                      | Goles |
| --------- | ------------------------- | ----- |
| 1995–2005 | Tadamon Sour              | 94    |
| 2005–2006 | Nejmeh SC                 | 0     |
| 2006–2008 | Bahrain SC                | 7     |
| 2008–2009 | Chabab Ghazieh SC         | 2     |
| 2009–2011 | Islah Borj Al Shmali Club | 13    |
| 2011–2012 | Salam Sour                | 3     |

### Selección nacional
Jugó para Líbano en 50 ocasiones de 1997 a 2004 y anotó 17 goles; participó en la Copa Asiática 2000 y en dos ediciones de los Juegos Asiáticos.

## Vida personal
Su sobrino Mahdi Zein también es futbolista.

## Logros

### Club
- Lebanese FA Cup: 2000–01

### Individual
- Goleador de la Liga Premier de Líbano: 1998–99,[10] 2000–01[11]
- Equipo Ideal de la Liga Premier de Líbano: 1998–99[12]